# FN:s fredsbevarande styrkor i Cypern
FN:s fredsbevarande styrkor i Cypern (engelska: United Nations Peacekeeping Forces in Cyprus, UNFICYP) är en fredsbevarande FN-styrka som upprättades den 4 mars 1964 enligt resolution 186 i FN:s säkerhetsråd för att förhindra en upprepning av striderna efter inbördes stridigheter mellan grekcyprioter och turkcyprioter, att bidra till att bevara och återställa lag och ordning och för att underlätta en återgång till normala förhållanden.
UNFICYP är en av de längst pågående fredsbevarande uppdragen för Förenta Nationerna. Förutom den militära kontingenten finns även avdelningar med polis och civilpersoner.

## Bakgrund
Efter den grekcypriotiska statskuppen 1974 och den turkiska invasionen av Cypern förlängde och utökade FN:s säkerhetsråd missionen att förhindra att tvisten förvandlades till krig, och UNFICYP omgrupperades till att patrullera FN:s buffertzon på Cypern och bistå vid upprätthållandet av det militära status quo. Sedan etableringen har styrkan också arbetat i samförstånd med den särskilde representanten för FN:s generalsekreterare och företrädare för de två folkgrupperna, för att söka en vänskaplig diplomatisk lösning på Cypernfrågan.
Inledningsvis bestod UNFICYP av militära och civila kontingenter från Australien, Danmark, Finland, Irland, Kanada, Nya Zeeland, Storbritannien, Sverige och Österrike, men under sin långa historia har styrkan varit föremål för olika FN-resolutioner och omorganisationer.
På senare år har den bestått av kontingenter från Argentina, Australien, Bosnien och Hercegovina, El Salvador, Indien, Irland, Italien, Kanada, Kroatien, Montenegro, Nederländerna, Peru, Serbien, Slovakien, Storbritannien, Ukraina, Ungern och Österrike.

## Sveriges bidrag
Efter att FN:s säkerhetsråd antagit resolutionen i början av 1964 anlände i mars samma år en förtrupp från Sverige. Till en början var storleken på den svenska bataljonen 700 man, men kom att utökas till 955 med personal dels från Gazabataljonen ur UNEF men även från den avvecklade svenska Kongobataljonen ur ONUC. 
Genom att UNFICYP bekostades av respektive truppbidragare, meddelade Sverige februari 1987 FN:s generalsekreterare att det svenska bidraget skulle dras in, om inte de finansiella förutsättningarna ändrades samt att det politiska läget förbättrades. Någon förändring gällande finansieringen kom ej till skott förrän 1993 och den svenska bataljonen kom att avvecklas i slutet av 1987. Dock behöll Sverige fram till och med 1993 en mindre personalstyrka på plats, vilken främst bestod av stabs- och polispersonal.

## Se även

Släpspänne för den medalj som ges ut av FN till den som tjänstgjort vid UNFICYP.